# Фолкмар
Фолкмар (на немски: Folcmar, Folkmar, Folcmarus, Volcmarus; † 18 юли 969) е архиепископ на Кьолн (965 – 969).

## Живот
Той е вероятно син на граф Фридрих II в Харцгау († 945) или на граф Фридрих I фон Харцгау (упр. 875/80) и съпругата му Биа († сл. 937).
Фолкмар е ученик на неговия предшественик архиепископ Бруно. Той е първо домхер в Хилдесхайм, домхер в Кьолн и пропст в Бон.
През 965 г. Фолкмар получава от император Ото I архиепископството Кьолн.